# Cushing (Iowa)
Cushing es una ciudad situada en el condado de Woodbury, en el estado de Iowa, Estados Unidos. Según el censo de 2010 tenía una población de 220 habitantes.

## Geografía
Según la Oficina del Censo de los Estados Unidos, la localidad tiene un área total de 0,83 km², la totalidad de los cuales 0,83 km² corresponden a tierra firme.

## Demografía
Según el censo de 2010, había 220 personas residiendo en la localidad. La densidad de población era de 265,06 hab./km². Había 115 viviendas con una densidad media de 138,55 viviendas/km². El 99,55% de los habitantes eran blancos y el 0,45% pertenecía a dos o más razas. El 2,73% de la población eran hispanos o latinos de cualquier raza.